# Dalano Banton
Dalano Banton (ur. 7 listopada 1999 w Toronto) – kanadyjski koszykarz, występujący na pozycji niskiego skrzydłowego, od 2024 zawodnik Portland Trail Blazers.
W 2018 wystąpił w meczach gwiazd kanadyjskich szkół średnich – BioSteel All Canadian i Canadian Showcase. Został wybrany MVP zespołu oraz konferencji Power 5.
W 2021 został pierwszym zawodnikiem od 1974 roku, który przewodził drużynie Nebraska Cornhuskers w zbiórkach, asystach i blokach.
W 2021 reprezentował Toronto Raptors podczas rozgrywek letniej ligi NBA w Las Vegas.
W lipcu 2023 dołączył do Boston Celtics. 8 lutego 2024 został wytransferowany do Portland Trail Blazers.